# Бжузе (гмина)
Бжузе (пол. Brzuze) — сельская гмина (волость) в Польше, входит как административная единица в Рыпинский повет, Куявско-Поморское воеводство. Население — 5344 человека (на 2004 год).

## Соседние гмины
1. Гмина Хростково
2. Гмина Радомин
3. Гмина Рогово
4. Гмина Рыпин
5. Гмина Вомпельск
6. Гмина Збуйно